# Choroba Bollingera
Choroba Bollingera, choroba bydła i dziczyzny – choroba zakaźna bydła i dzikiej zwierzyny spowodowana przez bakterie z rodzaju Pasteurella.

## Zakażenie i przebieg
Bakterie dostające się do organizmu wraz z ziemią lub poprzez kontakt z krwią lub wydalinami chorych zwierząt. Najczęstszą przyczyną wystąpienia choroby jest wypasanie na łąkach gdzie dostęp do niej ma zwierzyna leśna (dziki, jelenie).
Chorobie tej towarzyszy wysoka temperatura ciała, dreszcze, duszność, kolki jelitowe. Choroba ta występuje pod trzema postaciami:
- postać skórna
- postać płucna
- postać jelitowa

Rokowania: często dochodzi do śmierci chorych zwierząt.
Choroba rzadko występująca na terenie Europy. W przypadku zaobserwowania jej należy niezwłocznie zgłosić odpowiednim służbom weterynaryjnym. Prowadzi się szczepienia ochronne.